# 宮崎市立宮崎西中学校
宮崎市立宮崎西中学校（みやざきしりつ みやざきにしちゅうがっこう）は、宮崎県宮崎市原町にある公立中学校。
本校には宮崎市中学校体育連盟事務局が併設されている

## 沿革
- 1949年4月1日 - 宮崎市内の生徒数の増加に伴い、宮崎東中学校より分離し開校。
- 1950年11月25日 - 校歌制定。
- 1956年8月15日 - 体育館竣工。
- 1971年8月10日 - プール竣工。
- 1982年2月28日 - 新体育館竣工。
- 1995年4月10日 - 学校給食開始。
- 1996年3月8日-武道場完成
- 1997年8月27日-新部室棟完成
- 2000年3月4日-創立50周年正面玄関横ブロンズ像　除幕式
- 2007年7月4日-AED自動体外除細動器設置工事
- 2011年3月16日-体育館横更衣室竣工
- 2019年-学校PTA売店移転に伴い体育館付近に新築で建設し売店が移転し売店の裏に「あさぎり庵」と呼ばれる小さな会議室が併設されている

## 概要
- 生徒数504名
- 学級数17個（通常学級14、特別支援学級3）特別支援学級は南校舎2階に教室がある

（［2022年］4月1日現在）
- 職員数37名 養護教諭1名 事務担当5名 スクールカウンセラー等職員4名

（2009年4月1日現在）

## 学区
- 中学校の通学区域は以下[1]。
  - 宮崎市立小戸小学校 通学区域
  - 宮崎市立西池小学校 通学区域

　本校所在地の原町および、隣接する宮崎市立江平小学校は国道10号を挟んだ所に位置する宮崎市立宮崎東中学校に学区該当

## 交通
- 宮崎交通バス「橘通4丁目」停留所下車。徒歩5分程

## 行事
あくまで、令和四年と令和五年を基にして著したものです。
- 学力調査テスト(4月頃)
- 身体計測、耳鼻科検診、心臓検診、歯科検診
- 対面式blogs/blog_entries/view/136/bc21a4b0245205c9764b2b5c277acdbb?frame_id=183
- 交通安全教室(5月頃)
- 教育実習開始
- 歯科検診、内科検診
- 教育相談(5月後半から6月前半)
- 検尿
- 眼科検診
- 体育大会（毎年9〜10月頃　2023年から5月から）
- 第一回定期テスト(7月)
- 大清掃
- 夏休み
- 三者面談
- PTA美化活動
- 夏休み課題テスト
- 生徒会役員選挙
- 文化発表会（毎年10〜11月頃）
- 第二回定期テスト
- 鑑賞教室
- 計算力コンテスト
- 英単語コンテスト
- 修学旅行(二年生)
- 大清掃
- 冬休み
- 教育相談
- 理科コンテスト
- 第三回定期テスト
- キャリアポスターセッション
- 漢字コンテスト
- 旅立ちの声を聴く会
- 薬物乱用防止教室
- 卒業式

## 生徒会活動・部活動など
生徒会活動
生徒会役員は年に1回の生徒会選挙で改選される(生徒会選挙は10月頃に行われる)。代表委員会には各学級の委員長と副委員長が所属し、その他の各種委員会には各学級より選出された委員長が所属
代表委員会
【生徒会長】副委員長2名 会計 書記 副委員長のうち1名はハートフル委員会委員長を兼務
学習委員会 生活委員会 環境整備委員会 文化委員会
保健体育委員会 図書委員会 給食委員会
ハートフル委員会
年1回の5月の生徒総会も体育館にて実施される
その他
全校委員会 学級生徒会 学年生徒会
部活動キャプテン会 ※選挙管理委員会（臨時）
運動部
- 水泳部
- バドミントン（男女）
- バスケットボール部（男女）
- バレーボール部（男女）
- 軟式野球部
- サッカー部
- ソフトテニス部（男女）
- 陸上競技部
- 弓道部
- 剣道部

専用施設として武道場・弓道場などもある。その他校外活動で、新体操・柔道などに取り組むことも可能となっている。
文化部
- 美術部
- マーチング部（2019年頃 吹奏楽部 より改名）

## 著名な関係者
- 田﨑雅元（川崎重工業株式会社 元社長、現相談役）
- 西本誠(スーパークレイジー君)（元宮崎市議会議員）
- 田代剛（鉄道ジャーナリスト）